# قلعه چهارگوش مردکان
قلعهٔ چهارگوش مَردَکان (ترکی آذربایجانی: Dördkünc Mərdəkan qalası) یک بنای باستانی واقع در شهرک مردکان شهر باکو است.
این قلعه از سوی «اخستان یکم» فرزند «منوچهر بزرگ سوم» به صورت چهارگوش در اواسط قرن ۱۴ بنا گردیده‌است. قلعه به افتخار پیروزی «آخسیتان یکم» بر دشمن ساخته شده‌است. قلعه مردکان روزگاری به منزلهٔ پناهگاه فئودالها و برج دیدبانی مورد استفاده قرار می‌گرفته‌است.

## ویژگی‌های معماری
قلعهٔ مردکان به شکل چهارگوش ساخته شده‌است. داخل قلعه به پنج قسمت تقسیم می‌شود. بنا ۶ اتاق را دارا ست.
حیاط داخلی‌اش به بعد ۲۵ متر در ۲۵ متر است. ارتفاع برج به ۲۲ متر می‌رسد. ضخامت آن در سمت پایین ۲٫۱۰ متر و در قسمت بالا ۱٫۶۰ متر است. قلعه واجد ۷۶ راه‌پله می‌باشد.
در حیاط قلعه ۱۰۸ چاه خالی وجود دارد، که روزگاری جهت ذخیرهٔ مواد غذایی مورد استفاده واقع می‌شده‌است. دم در ورودی قلعه یک چاه ۲۵ متری نیز وجود دارد.

## نگارخانه

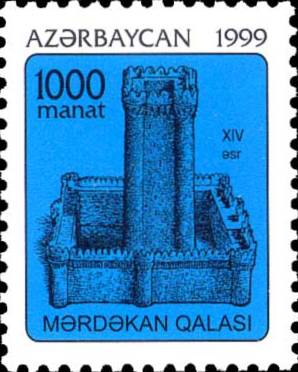
نمایی از قلعه بر روی تمبر چاپ ۱۹۹۹